# St. Peter (Berghof)

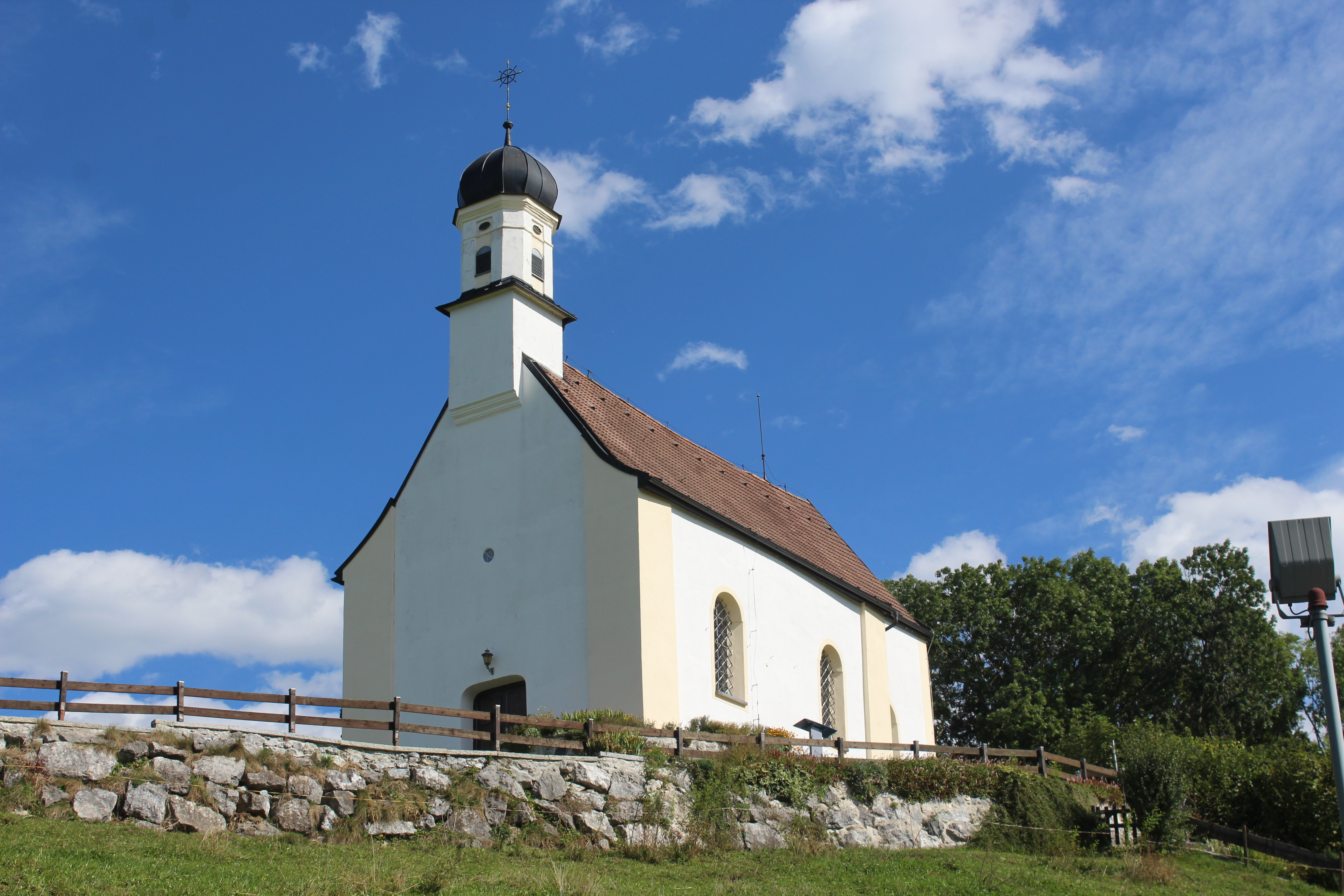
St. Peter in Berghof

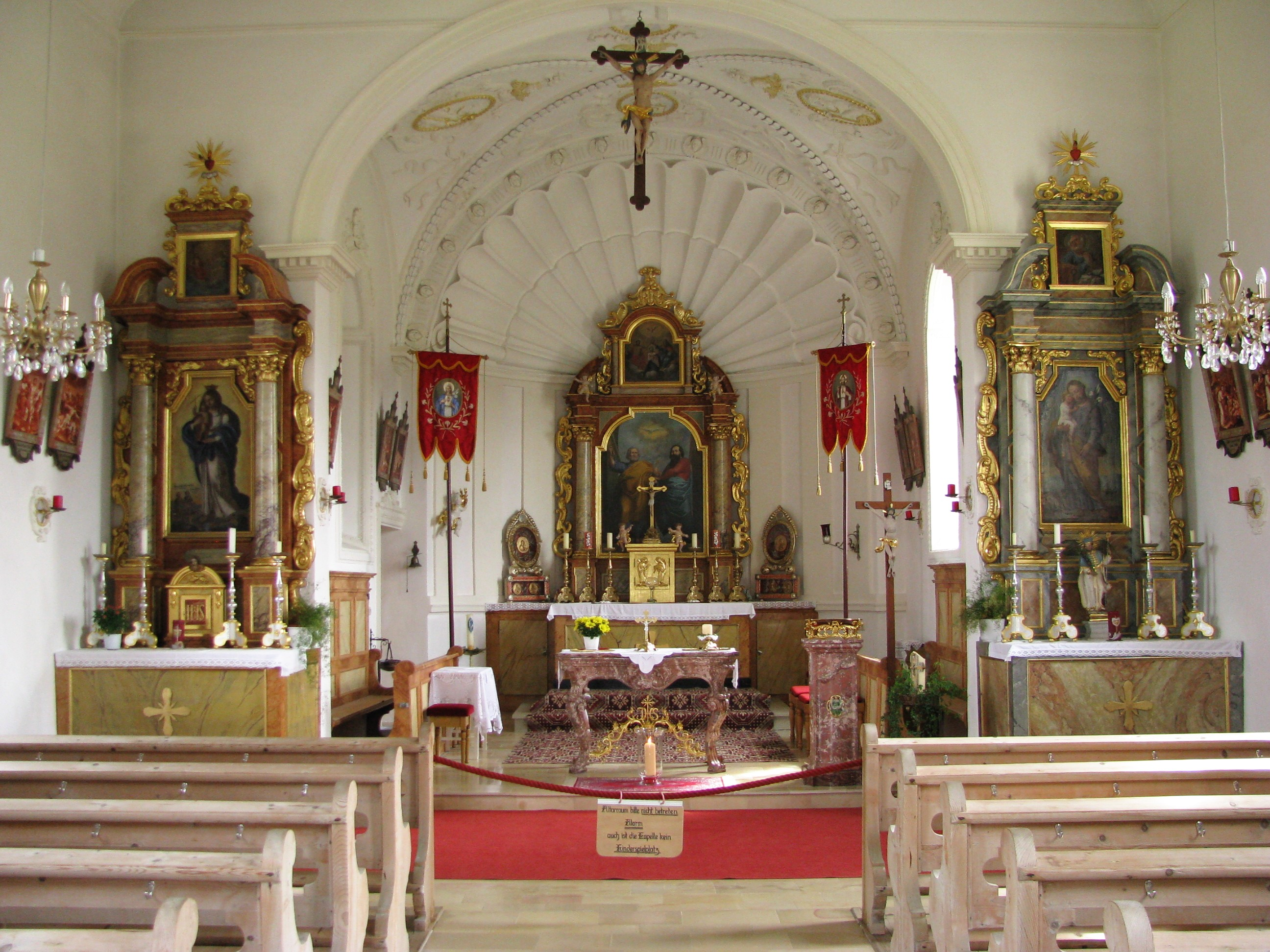
Innenansicht

St. Peter ist die Ortskapelle von Berghof in der bayerisch-schwäbischen Gemeinde Halblech. Sie wurde im 17. Jahrhundert als römisch-katholische Kapelle im Stil des Barock erbaut und ist heute im Besitz eines lokalen Kirchenvereins und wird für katholische und evangelische Gottesdienste genutzt. Neben der Kapelle liegt ein ehemaliger Pestfriedhof.

## Lage

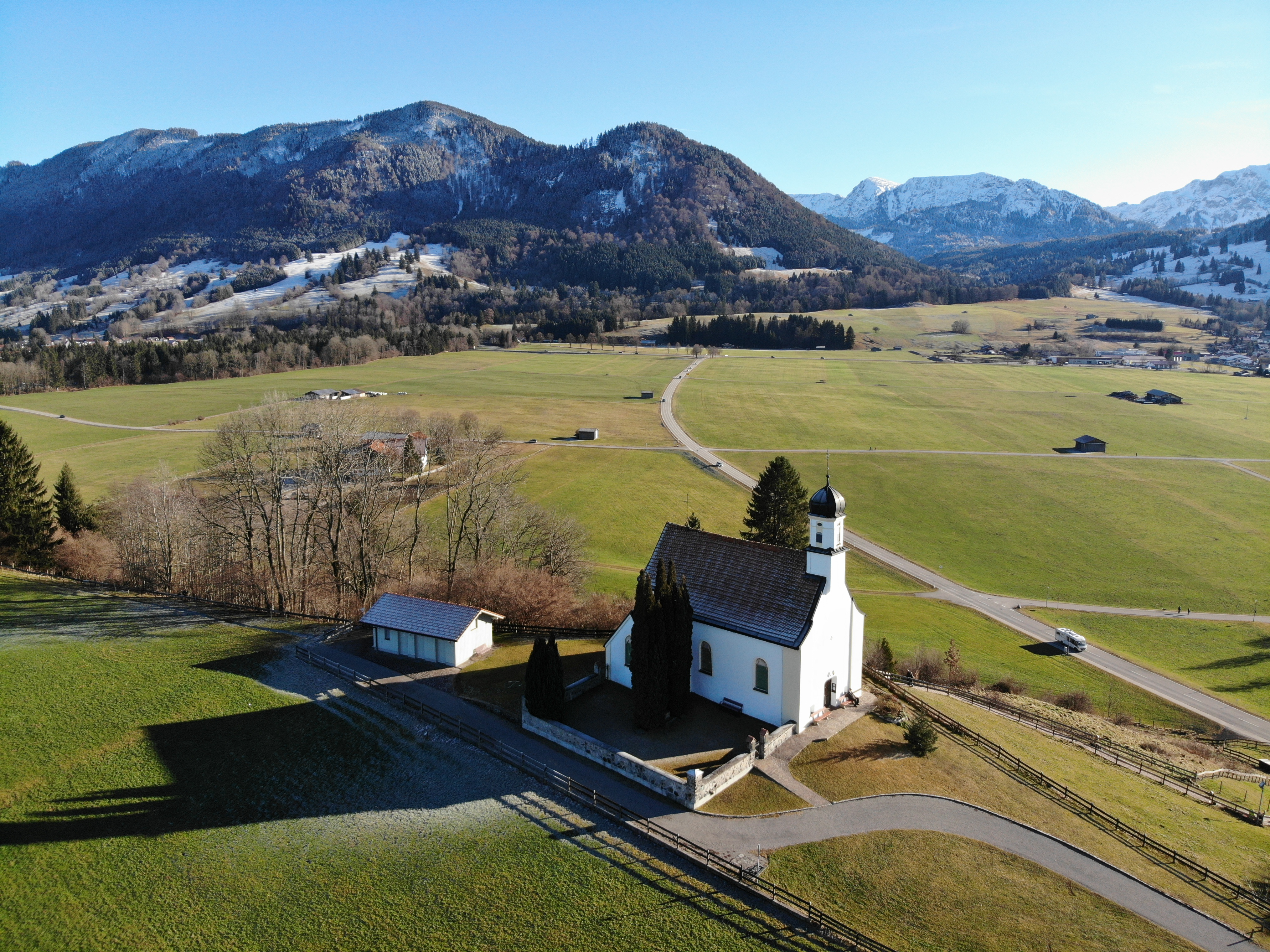
Luftaufnahme

Die Kapelle liegt östlich von Berghof auf einem Bergrücken mit Ausblick auf die Ammergauer Alpen, die Allgäuer Alpen und die Tiroler Berge. Von Berghof führt eine asphaltierte Straße, der St.-Peter-Weg, zur Kapelle, deren Adresse St.-Peter-Weg 9 ist. Von der Wasserläuferroute der Wandertrilogie Allgäu am linken Ufer des Halblechs führt der Pfarrer-Mayr-Naturpfad zur Kapelle. Von der Kreisstraße beim Halblecher Ortsteil Hafenfeld führt ein Kreuzweg zur Kapelle hinauf.

## Geschichte
Die Existenz einer Kapelle an dem vermutlich bereits zuvor als Kultstätte genutzten Ort reicht mindestens bis ins 15. Jahrhundert zurück. Für 1429 ist eine Kirchweihe zu Ehren der Apostel Petrus und Paulus belegt, für 1476 eine erneute Kirchweihe zu Ehren der Apostel Petrus und Paulus und der hl. Dreifaltigkeit. Für 1503 ist ein Neubau mündlich überliefert. Während der Pestepidemie zur Zeit des Dreißigjährigen Krieges wurde neben der Kapelle ein Pestfriedhof angelegt, ab 1635 wurden alle Pesttoten dort bestattet.
1683 wurde die Kapelle bei einem Unwetter stark beschädigt und 1684/1685 durch einen barocken Neubau nach Plänen des Wessobrunner Baumeisters Johann Schmuzer ersetzt. Schmuzer fertigte auch Entwürfe für die Altäre an, die aber nicht verwirklicht wurden, da er aus Kostengründen den Auftrag für die Innenausstattung nicht erhielt. Die neu gebaute Kapelle wurde erst 31 Jahre später, am 22. September 1716, zusammen mit der fertiggestellten Pfarrkirche St. Michael im unterhalb von Berghof gelegenen Bayerniederhofen durch Weihbischof Franz von Guttenberg geweiht.
1895 wurde der ehemalige Dachreiter durch einen Dachturm ersetzt. Bei einer umfassenden Renovierung 1906 bis 1908 wurde eine Empore eingebaut und die Stuckverzierungen angebracht, womit der Innenraum weitgehend sein heutiges Aussehen erhielt. 1926 wurde der Pestfriedhof umgestaltet und eine neue Mauer errichtet.
1993 wurde der Verein St.-Peter-Gelder-Stiftung gegründet, in dessen Besitz die Kapelle heute ist. 1995/1996 wurde eine Sakristei an die Kapelle angebaut. 2003 wurde zum Gedenken an den am Geiselstein verunglückten Pfarrer Peter Mayr der Pfarrer-Mayr-Naturpfad zur Kapelle angelegt und 2007 der Kreuzweg zur Kapelle. Die Kapelle wird heute für katholische und evangelische Gottesdienste genutzt. Das Gebäude ist mit Ausstattung als Baudenkmal in die Bayerische Denkmalliste eingetragen.

## Architektur

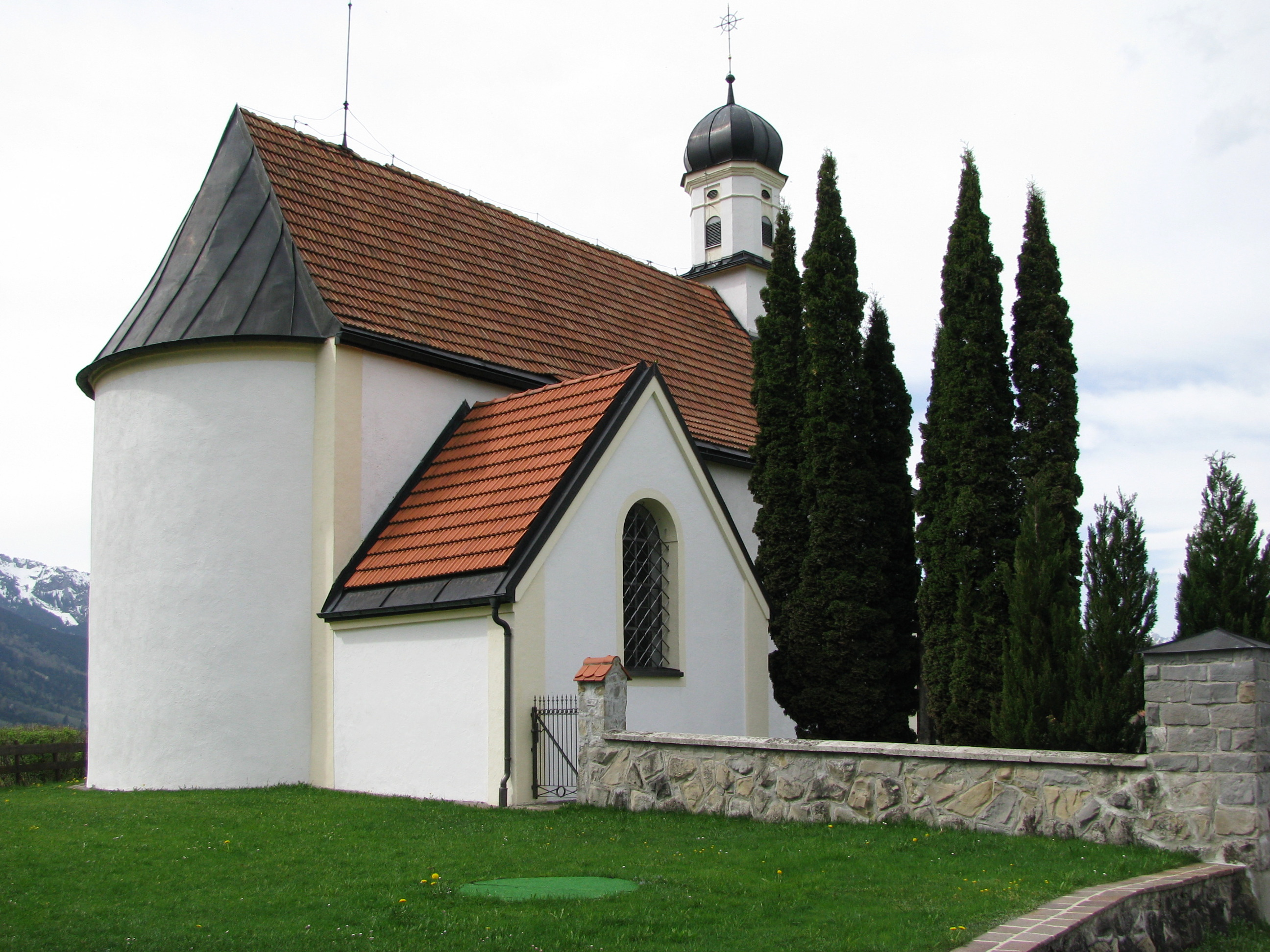
Ansicht von Nordosten mit angebauter Sakristei

Die Kapelle besteht aus einem Langhaus und einem eingezogenen, segmentbogig geschlossenen Chor im Osten. Aus dem Satteldach des Langhauses erhebt sich im Westen ein quadratischer Dachturm mit einem Geschoss mit abgeschrägten Ecken, der den Glockenstuhl beherbergt, und der mit einer Zwiebelhaube bedeckt ist. Seitlich angebaut ist eine Sakristei mit Satteldach.

## Ausstattung

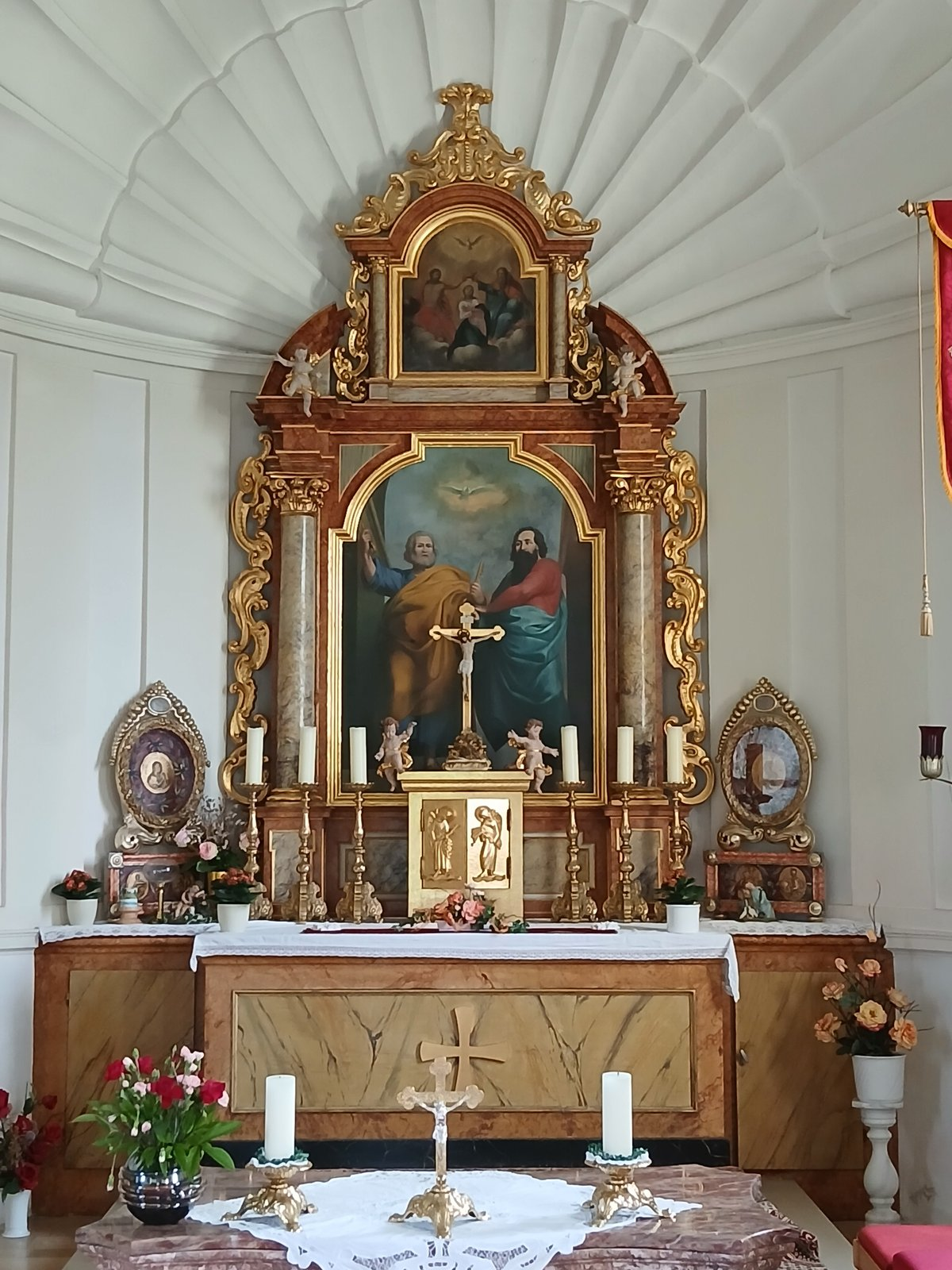
Hauptaltar

Der Hauptaltar und vermutlich auch die beiden Seitenaltäre stammen von einem unbekannten Schreiner aus Schönberg bei Rottenbuch (um 1688). Das ursprüngliche Hauptaltarbild des Füssener Malers Alexander Kreuzmeyer ist nicht erhalten, das heutige Bild mit den Aposteln Petrus und Paulus ist im Stil des Historismus (1891). Noch von Kreuzmeyer ist das Auszugsbild, das die Krönung Mariens zeigt (um 1688). Die Seitenaltarbilder sind aus der Erbauungszeit. Es ist nicht bekannt, ob sie von Kreuzmeyer oder einem anderen Künstler stammen. Das des linken Altars zeigt Maria und ist wenig ausgearbeitet oder schlecht renoviert, das des rechten zeigt den hl. Josef. Auch das Chorkruzifix stammt aus der Erbauungszeit.
Der neobarocke Stuck (1906–1908) stammt vom in Bayerniederhofen ansässigen Stuckateur Josef Schnitzer senior. Über dem Altar ist eine Muscheldecke. Die Flachdecke im Chor hat Stuckmedaillons, die das Lamm Gottes und die Erzengel Gabriel, Michael und Raphael zeigen. Die Flachdecke im Langhaus hat ein IHS-Monogramm und Stuckmedaillons, die die Apostel Petrus und Paulus, Attribute der beiden Apostel und Maria mit dem Kind zeigen.
Altartisch und Ambo sind dem Barockstil nachempfunden. Sie wurden von Jakob Schnitzer, dem Sohn von Josef Schnitzer senior, gefertigt (1990). An der linken Langhauswand ist eine Kreuzigungsgruppe angebracht, die früher am Kreuzbichl im Berghofer Feld stand (wohl 19. Jh.), an der rechten Langhauswand eine bekleidete Marienfigur mit Kind (18. Jh.). Links neben dem Eingang steht eine Madonnenfigur (Ende 20. Jh.), rechts in einer Nische eine Bruder-Konrad-Figur (2. Hälfte 20. Jh.). Die Rahmen der Kreuzwegbilder stammen wohl noch aus dem 18. Jahrhundert, bei den Bildern handelt es sich aber um Nachdrucke. Die Bilder an der Emporenbrüstung wurden von Franz Kugelmann aus Kleinaitingen geschaffen (1985/1986). Sie zeigen den hl. Magnus, Maria als Hilfe der Christen und den hl. Leonhard.
An der Außenseite des Eingangsportals sind Kupferreliefs angebracht, die Szenen mit dem hl. Petrus und hl. Paulus sowie Jesus beim Gang über den See zeigen. Die Außentür der Sakristei ziert ein Kupferrelief mit dem hl. Jakobus dem Älteren im Pilgergewand. Die Reliefs wurden 2006 und 2009 von Georg Lerchenmüller aus Buching geschaffen.

## Pestfriedhof

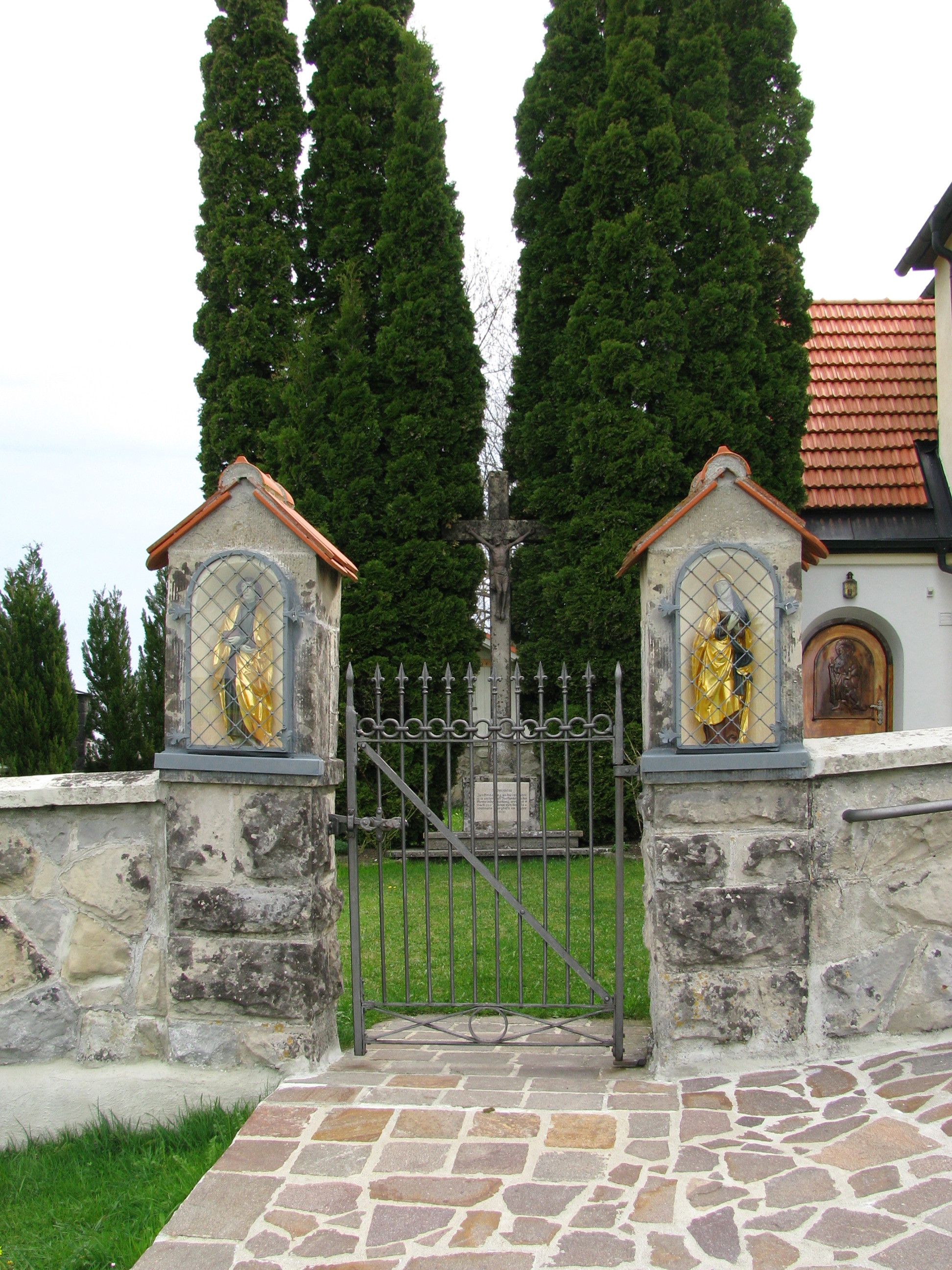
Eingang zum ehemaligen Pestfriedhof

Die Mauer um den ehemaligen Pestfriedhof an der Kapelle stammt aus dem Jahr 1926 und hat drei aufgemauerte Bildstöcke, in denen zwei moderne Kopien gotischer Figuren des hl. Johannes und Mariens sowie eine wohl aus dem 18. Jahrhundert stammende Figur der Maria mit Kind stehen. Ein mit 1857 bezeichnetes Steinkreuz erinnert an die etwa 300 auf dem Friedhof bestatteten Pesttoten. Ein nach 1993 errichtetes Denkmal erinnert an die verstorbenen Mitglieder der St.-Peter-Gelder-Stiftung.